# Arthur Nísio
Artur José Nísio (* 15. Mai 1906 in Curitiba; † 26. April 1974 ebenda) war ein brasilianischer Maler und Grafiker, der als Tiermaler bekannt wurde und in Deutschland und dem brasilianischen Bundesstaat Paraná wirkte.

## Leben
Arthur José Nisio war der erstgeborene Sohn des italienischstämmigen Julius Reginato Nísio (eigentlich Nizzo) und der deutschstämmigen Inês Reimann. Von 1918 bis 1923 lebte die Familie in Porto Alegre. Mit 17 Jahren erhielt Nísio vom dortigen Direktor, Kunstprofessor Libindo Ferrás, ein Stipendium am Instituto de Belas Artes do Rio Grande do Sul in Porto Alegre. 1924 kehrte er nach Curitiba zurück und wurde bis 1929 Schüler von Lange de Morretes. Zwischen 1925 und 1927 besuchte er das Atelier von João Turin als Student für Bildhauerei und Plastisches Gestalten.
Er gehörte zum Umfeld des Movimento Paranista und veröffentlichte von 1927 bis 1930 15 Illustrationen in der Kulturzeitschrift Illustração Paranaense. Vom 1. bis 16. Mai 1928 hielt er seine erste Einzelausstellung an der Rua XV de Novembro in Curitiba. Der damalige Gouverneur, Afonso Camargo, der die Schau besuchte, erwarb zwei Gemälde. Aufgrund des Erfolgs der Ausstellung erhielt Nísio staatliche und kommunale Subventionen, um seine Studien in Europa fortzusetzen. Er verließ Brasilien am 3. Juni 1928, um als erstes nach Deutschland zu reisen.
Dort besuchte er einen Zeichenkurs bei Max Bergmann. An der Akademie der Bildenden Künste München besuchte er die Fortgeschrittenenklasse für Tiermalerei von Angelo Jank. 1931, noch als Student, stellte Nísio zum ersten Mal in der Deutschen Kunstausstellung in München im Glaspalast aus. Nach dem Stipendium studierte er für weitere sieben Jahre an der Malschule von Max Bergmann mit dem Schwerpunkt Bildkomposition sowie figürliches Arbeiten, Aktmalerei, Landschaft und Stillleben. 1934 studierte er in Rheinland-Pfalz „Figuren in der Landschaft“  bei Albert Haueisen und Eugen Osswald.
Mit dem Zweiten Weltkrieg begannen schwere Jahre auch für Nísio. Er wurde von der Gestapo vernommen und gezwungen, fünf Werke zur Zensur zu schicken, um weitere Arbeitserlaubnis als Maler zu erhalten. 1938 und 1942 stellte er zusammen mit anderen Künstlern u. a. in Baden-Baden vor internationalem Publikum aus. Am 5. Oktober 1940 heiratete er Katharina Wöschler (1918–1972), geboren in Wörth am Rhein. Er schuf, angeregt von seiner Frau, eine Vielzahl von Werken, die alle verschollen sind, da er wegen der heftigen Bombenangriffe gezwungen war, München in Eile zu verlassen. 1942 wurde seine einzige Tochter, Gudrun, geboren. 1943 erhielt er Berufsverbot und wurde zum Arbeitsdienst in der Landwirtschaft einberufen. Um seine Frau und Tochter in Sicherheit zu bringen, flüchtete er am 12. Dezember 1944 nach Haimhausen, in der Nähe von München, wo er bis Kriegsende blieb. Durch diese Flucht verlor er sein gesamtes Vermögen, das er in 18 Jahren in Europa aufgebaut hatte.
Nísio zog dann mit seiner Familie nach Frankreich und verbrachte fast ein Jahr im Flüchtlingslager  Beaune-la-Rolande, von wo sie nach Südamerika ausreisen wollten. In Paris verkaufte er seinen Mantel, um Farben und Pinsel zu kaufen, seine Freundin Donna Maria Hertel gab ihm reines Leinen und er malte alles, vom Stillleben bis zur Modezeichnung mit oder ohne Kleidung. Er erhielt auch ein Angebot, als Schmuckdesigner zu arbeiten, lehnte es aber ab. Nísios einziger Wunsch war, nach Brasilien zurückzukehren, was 1946 gelang. Obwohl völlig mittellos, konnte er mit der Unterstützung seiner Eltern, Brüder und Freunde weiter als Bildender Künstler arbeiten.
Nísio war Gründungsmitglied der Hochschule für Musik und Kunst Paraná (EMBAP) in Curitiba. 1964 wurde er dort zum Professor für den Lehrstuhl Plastisches Gestalten berufen. Nach dessen Ausscheiden übernahm er den Lehrstuhl für figürliches Zeichnen von Guido Viaro, den er lange innehatte.
Schwer erkrankt, verbrachte Nísio die letzten Monate im Krankenhaus. Wieder zuhause, gab er seine Arbeit nicht auf. Unter palliativer Betreuung arbeitete er an einem speziell eingerichteten Platz in seiner Wohnung bis zwei Wochen vor seinem Tod. Am 26. April 1974 erlag er einem Schlaganfall.
In seiner Heimat Curitiba wurde eine Straße nach ihm benannt. Ebenso in Wörth am Rhein, wo drei Generationen von Tiermalern zur gleichen Zeit aufeinandertrafen: Nísio selbst, sein Lehrer Max Bergmann und wiederum dessen Lehrer Heinrich von Zügel, die alle zur gleichen Zeit dort wirkten. Zählt man die in der Nähe lebenden pfälzischen Maler Haueisen und Osswald noch dazu, so ergibt sich eine lose, sich gegenseitig inspirierende Künstlergruppe. Mit Wörth verbindet Nísio also nicht nur der Geburtsort seiner Frau, sondern vielfältige künstlerische Verbindungen und Schaffensperioden.

## Werke (Auswahl)
- Tamandaré, Imprensa Paranaense, Curitiba
- Chegada de Zacarias de Góes e Vasconcellos, Museu Coronel Davi Antônio da Silva Carneiro, Curitiba (Staatsauftrag für ein Historienbild zur Hundertjahrfeier Paranás, 1953, unvollendet)
- Carneiros, Museu Nacional de Belas Artes, Rio de Janeiro
- A Tomada de Monte Castelo, Colégio Estadual de Curitiba

## Ausstellungen
Brasilien
- 1947, 1950, 1953: 4., 7. 10. Salão Paranaense de Belas Artes, Curitiba

posthum
- 1976: Retrospectiva Arthur Nisio, Banco de Desenvolvimento do Paraná S.A., Curitiba
- 1986: Tradição/Contradição, Museu de Arte Contemporânea do Paraná, Curitiba (Gruppenausstellung)
- 1988: Gravadores Paranaenses das Décadas de 50/60, Museu Municipal de Arte, Curitiba (Gruppenausstellung)
- 1991/1992: Museu Municipal de Arte: acervo, aus der Museumssammlung des Städtischen Kunstmuseums (Gruppenausstellung)
- 2001: A Paisagem Paranaense & Seus Pintores, Casa Andrade Muricy, Curitiba (Gruppenausstellung über paranaensische Landschaftsmalerei)